# Loma de los Gallos

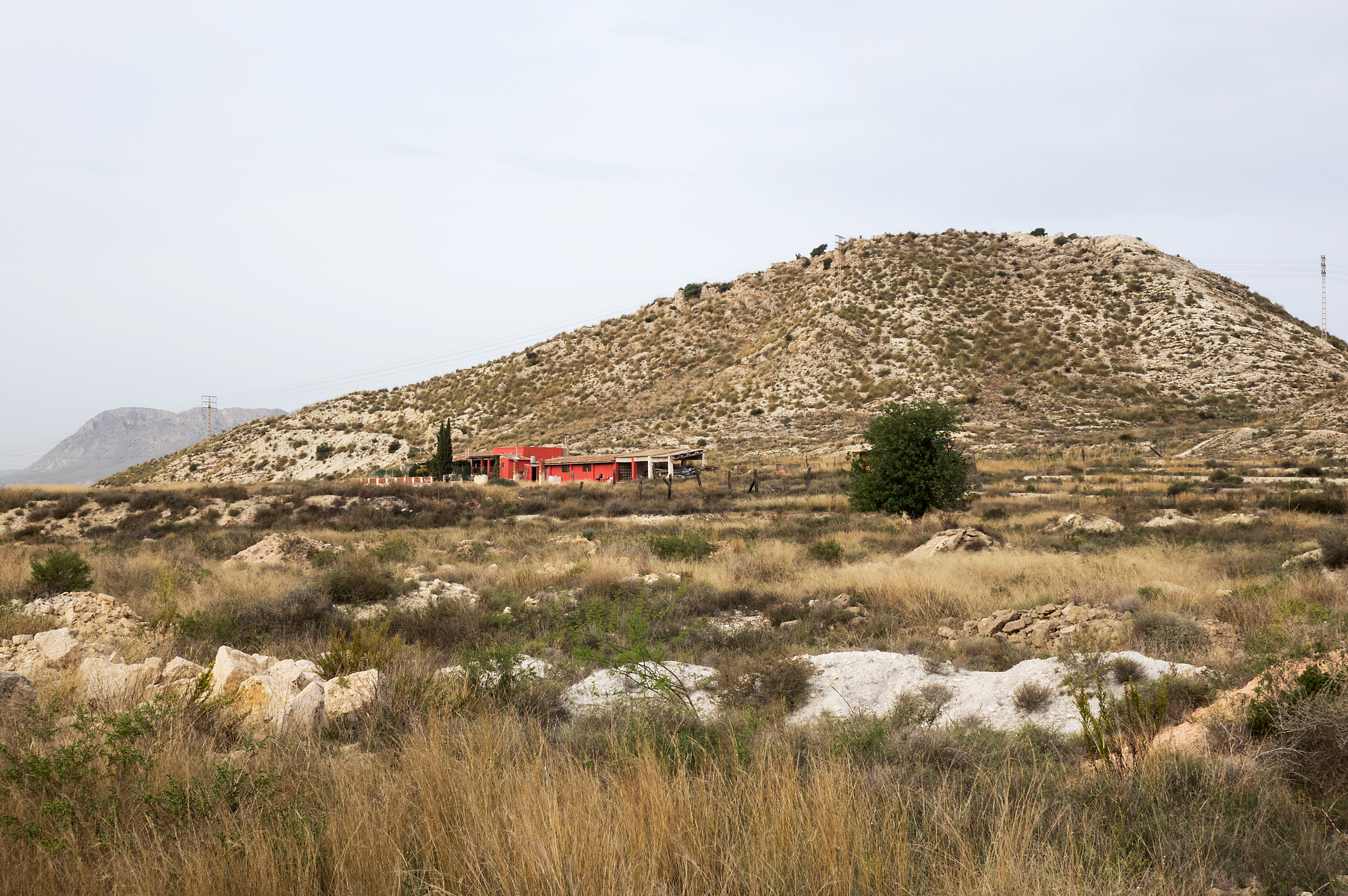
Vista general de la loma

La Loma de los Gallos es una loma del municipio de Alicante (España), próxima a las Lagunas de Rabasa.
Se trata de una pequeña elevación del terreno que conforma un paisaje característico en una zona antigua de la huerta de Alicante. Aunque en su momento se usaba como zona agrícola de secano, en la actualidad solo presenta matorrales y zonas degradadas de cultivos.
Está catalogada como Patrimonio Natural en el Catálogo de Protecciones del Ayuntamiento de Alicante.